# (32254) 2000 OR51
2000 أو أر 51 (ويعرف أيضًا باسم (32254) 2000 أو أر 51 وفق تسمية الكوكب الصغير) (بالإنجليزية: 2000 OR51)‏ هو كويكب ضمن حزام الكويكبات؛ وترتيبه 32254 من حيث الاكتشاف.
اكتُشف هذا الجُرم الفلكي بواسطة بحث لنكولن عن الكويكبات القريبة من الأرض في 30 يوليو 2000.

## وصلات خارجية
- (32254) 2000 OR51 في قاعدة بيانات مختبر الدفع النفاث لأجرام النظام الشمسي الصغيرة

- الاكتشاف · مخطط المدار ·  العناصر المدارية · المعلمات المادية

- (32254) 2000 OR51 على موقع ويكي سكاي: DSS2, SDSS, GALEX, IRAS, Hydrogen α, X-Ray, Astrophoto, Sky Map, Articles and images